# 加利福尼亞街555號
加利福尼亞街555號（英語：555 California Street）是美國舊金山52層摩天大樓，建築高度為237（778英尺），舊稱美國銀行中心（Bank of America Center）。該大樓在舊金山為第4高摩天大樓，加利福尼亞州第6高摩天大樓，在舊金山商務中心為地標之一，並且是舊金山地板面積最大的摩天大樓。大樓在1969年完工後，即成為美國銀行總部所在據點，直到1998年美國銀行與國家銀行合併後，美國銀行才將總部遷至美國銀行企業中心。2007年3月，沃那多房產公司取得加利福尼亞街555號70%所有權，合夥企業川普集團則擁有30%所有權。

## 外部連結
- 555 California Street official website （英文）